# Nuoto ai campionati mondiali di nuoto 2011 - Staffetta 4x200 metri stile libero maschile
La staffetta 4x200 metri stile libero maschile ai campionati mondiali di nuoto 2011 si è svolta presso lo Shanghai Oriental Sports Center di Shanghai, in Cina.
Le qualifiche per la finale si sono svolte la mattina del 29 luglio 2011, mentre la finale si è svolta la sera dello stesso giorno.

## Medaglie
| Posizione | Oro                                                                                    | Argento                                                                      | Bronzo                                             |
| --------- | -------------------------------------------------------------------------------------- | ---------------------------------------------------------------------------- | -------------------------------------------------- |
| Paese     | Stati Uniti                                                                            | Francia                                                                      | Cina                                               |
| Atleti    | Michael Phelps Peter Vanderkaay Richard Berens Ryan Lochte Conor Dwyer* David Walters* | Yannick Agnel Grégory Mallet Jérémy Stravius Fabien Gilot Sébastien Rouault* | Shun Wang Lin Zhang Yunqi Li Yang Sun Yuhui Jiang* |

## Record
Prima della manifestazione il record del mondo (RM) e il record dei campionati (RC) erano i seguenti.
| Record mondiale       | 6'58"55 | Stati Uniti | 31 luglio 2009 Roma, Italia |
| Record dei campionati | 6'58"55 | Stati Uniti | 31 luglio 2009 Roma, Italia |

Durante la competizione non sono stati migliorati record.

## Risultati batterie
| Pos. | Nazione       | Atleti | Tempo   | Batteria | Corsia | Note        |
| ---- | ------------- | --- | ------- | -------- | ------ | ----------- |
| 1    | Stati Uniti   | David Walters (1:48.01) Conor Dwyer (3:35.32) Richard Berens (5:22.31) Peter Vanderkaay (7:08.84)                 | 7:08.84 | 3        | 4      |             |
| 2    | Giappone      | Takeshi Matsuda (1:47.57) Yoshihiro Okumura (3:35.21) Sho Uchida (5:23.78) Shogo Hihara (7:10.46)                 | 7:10.46 | 3        | 3      |             |
| 3    | Francia       | Jérémy Stravius (1:47.49) Grégory Mallet (3:35.47) Sébastien Rouault (5:25.08) Yannick Agnel (7:11.60)            | 7:11.60 | 2        | 5      |             |
| 4    | Australia     | Kenrick Monk (1:48.77) Tommaso D'Orsogna (3:36.91) Jarrod Killey (5:24.10) Ryan Napoleon (7:11.80)                | 7:11.80 | 1        | 5      |             |
| 5    | Italia        | Gianluca Maglia (1:49.00) Filippo Magnini (3:35.97) Marco Belotti (5:24.14) Samuel Pizzetti (7:12.18)             | 7:12.18 | 2        | 6      |             |
| 6    | Cina          | Shun Wang (1:48.04) Lin Zhang (3:35.02) Yuhui Jiang (5:24.92) Yunqi Li (7:12.19)                                  | 7:12.19 | 1        | 4      |             |
| 7    | Regno Unito   | David Carry (1:47.96) Ross Davenport (3:36.04) Jak Scott (5:25.30) Robert Renwick (7:13.15)                       | 7:13.15 | 2        | 3      |             |
| 8    | Germania      | Tim Wallburger (1:48.05) Yannick Lebherz (3:37.51) Clemens Rapp (5:26.85) Paul Biedermann (7:13.31)               | 7:13.31 | 3        | 5      |             |
| 9    | Austria       | David Brandl (1:48.95) Christian Scheruebl (3:37.30) Markus Rogan (5:25.34) Dinko Jukić (7:13.34)                 | 7:13.34 | 2        | 7      |             |
| 10   | Canada        | Blake Worsley (1:48.69) Colin Russell (3:37.89) Chad Bobrosky (5:25.94) Stefan Hirniak (7:13.73)                  | 7:13.73 | 1        | 3      |             |
| 11   | Russia        | Danila Izotov (1:48.04) Evgeny Lagunov (3:36.64) Artem Lobuzov (5:25.40) Alexander Sukhorukov (7:14.12)           | 7:14.12 | 2        | 4      |             |
| 12   | Sudafrica     | Darian Townsend (1:47.98) Jean Basson (3:36.65) Jan Venter (5:26.50) Sebastien Rousseau (7:15.65)                 | 7:15.65 | 3        | 6      |             |
| 13   | Belgio        | Dieter Dekoninck (1:49.77) Glenn Surgeloose (3:38.84) Mathieu Fonteyn (5:29.61) Pieter Timmers (7:17.39)          | 7:17.39 | 1        | 6      |             |
| 14   | Brasile       | Nicolas Oliveira (1:49.47) Andre Schultz (3:39.79) Rodrigo Castro (5:29.51) Joao De Lucca (7:18.44)               | 7:18.44 | 1        | 2      |             |
| 15   | Venezuela     | Daniele Tirabassi (1:49.48) Crox Ernesto Acuna (3:39.28) Ricardo Monasterio (5:33.41) Cristian Quintero (7:21.75) | 7:21.75 | 3        | 2      |             |
| 16   | Rep. Ceca     | Jan Sefl (1:51.64) Michal Rubacek (3:43.43) Martin Verner (5:33.25) Kvetoslav Svoboda (7:24.46)                   | 7:24.46 | 3        | 7      |             |
| -    | Corea del Sud | |         | 3        | 7      | non partita |

## Finale
| Pos. | Nazione     | Atleti | Corsia | Tempo   | Note |
| ---- | ----------- | --- | ------ | ------- | ---- |
|      | Stati Uniti | Michael Phelps (1:45.53) Peter Vanderkaay (3:31.60) Richard Berens (5:18.11) Ryan Lochte (7:02.67)           | 4      | 7:02.67 |      |
|      | Francia     | Yannick Agnel (1:45.25) Grégory Mallet (3:32.06) Jérémy Stravius (5:17.46) Fabien Gilot (7:04.81)            | 3      | 7:04.81 |      |
|      | Cina        | Shun Wang (1:47.09) Lin Zhang (3:33.23) Yunqi Li (5:20.53) Yang Sun (7:05.67)                                | 7      | 7:05.67 |      |
| 4    | Germania    | Paul Biedermann (1:45.20) Tim Wallburger (3:32.90) Christoph Fildebrandt (5:21.06) Benjamin Starke (7:08.32) | 8      | 7:08.32 |      |
| 5    | Australia   | Thomas Fraserholmes (1:48.35) Kenrick Monk (3:34.19) Jarrod Killey (5:22.20) Ryan Napoleon (7:08.48)         | 6      | 7:08.48 |      |
| 6    | Regno Unito | Ross Davenport (1:47.31) David Carry (3:34.78) Jak Scott (5:23.56) Robert Renwick (7:10.84)                  | 1      | 7:10.84 |      |
| 7    | Giappone    | Takeshi Matsuda (1:47.37) Shogo Hihara (3:34.24) Yūki Kobori (5:21.98) Yoshihiro Okumura (7:10.92)           | 5      | 7:10.92 |      |
| 8    | Italia      | Gianluca Maglia (1:48.57) Filippo Magnini (3:36.11) Marco Belotti (5:24.08) Samuel Pizzetti (7:12.26)        | 2      | 7:12.26 |      |